# Валінда (Каліфорнія)
Валінда (англ. Valinda) — переписна місцевість (CDP) в США, в окрузі Лос-Анджелес штату Каліфорнія. Населення — 22 437 осіб (2020).

## Географія
Валінда розташована за координатами 34°2′24″ пн. ш. 117°55′48″ зх. д. / 34.04000° пн. ш. 117.93000° зх. д. (34.040036, -117.930052).  За даними Бюро перепису населення США в 2010 році переписна місцевість мала площу 5,22 км², уся площа — суходіл.

## Демографія
Згідно з переписом 2010 року, у переписній місцевості мешкали 22 822 особи в 4927 домогосподарствах у складі 4393 родин. Густота населення становила 4375 осіб/км².  Було 5071 помешкання (972/км²).
Расовий склад населення:
| - 48,5 % — білих - 11,9 % — азіатів - 1,9 % — чорних або афроамериканців - 1,1 % — корінних американців - 0,2 % — вихідців з тихоокеанських островів - 33,0 % — осіб інших рас |

До двох чи більше рас належало 3,5 %. Частка іспаномовних становила 78,8 % від усіх жителів.
За віковим діапазоном населення розподілялося таким чином: 29,2 % — особи молодші 18 років, 62,1 % — особи у віці 18—64 років, 8,7 % — особи у віці 65 років та старші. Медіана віку мешканця становила 31,7 року. На 100 осіб жіночої статі у переписній місцевості припадало 100,5 чоловіків;  на 100 жінок у віці від 18 років та старших — 98,1 чоловіків також старших 18 років.
Середній дохід на одне домашнє господарство  становив 77 584 долари США (медіана — 65 849), а середній дохід на одну сім'ю — 79 596 доларів (медіана — 68 193). Медіана доходів становила 38 090 доларів для чоловіків та 33 295 доларів для жінок. За межею бідності перебувало 12,5 % осіб, у тому числі 13,9 % дітей у віці до 18 років та 10,2 % осіб у віці 65 років та старших.
Цивільне працевлаштоване населення становило 10 522 особи. Основні галузі зайнятості: освіта, охорона здоров'я та соціальна допомога — 20,1 %, виробництво — 14,6 %, роздрібна торгівля — 13,6 %.